# Banka (bateau)
Pour les articles homonymes, voir Banka (homonymie).
Le banka est un bateau philippin à moteur en bois et bambou (Bangka signifie canoë). Il s'agit d'une version à moteur des traditionnels paraws.

## Galerie d'images

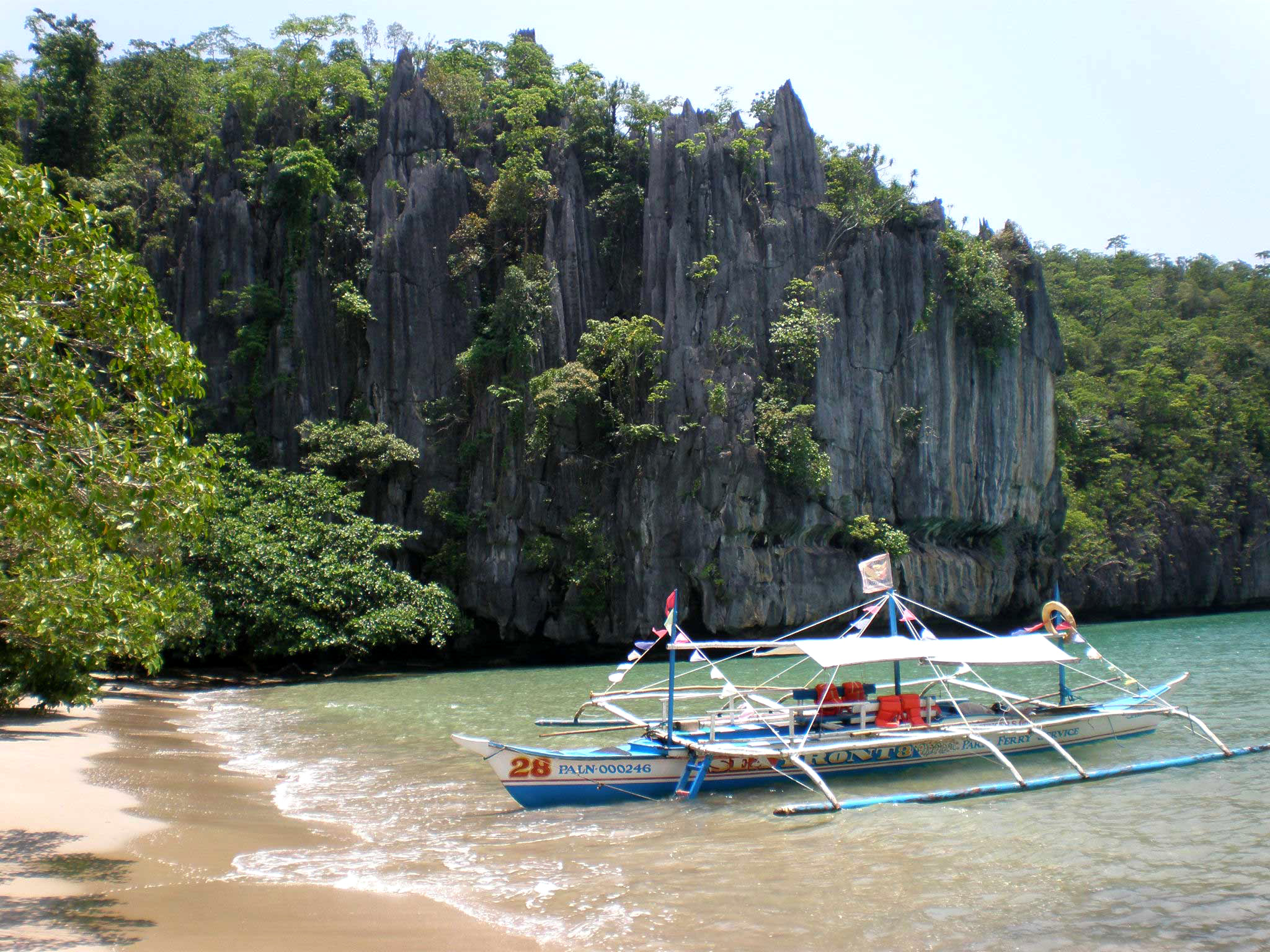
Un banka dans le Parc national de la rivière souterraine de Puerto Princesa.
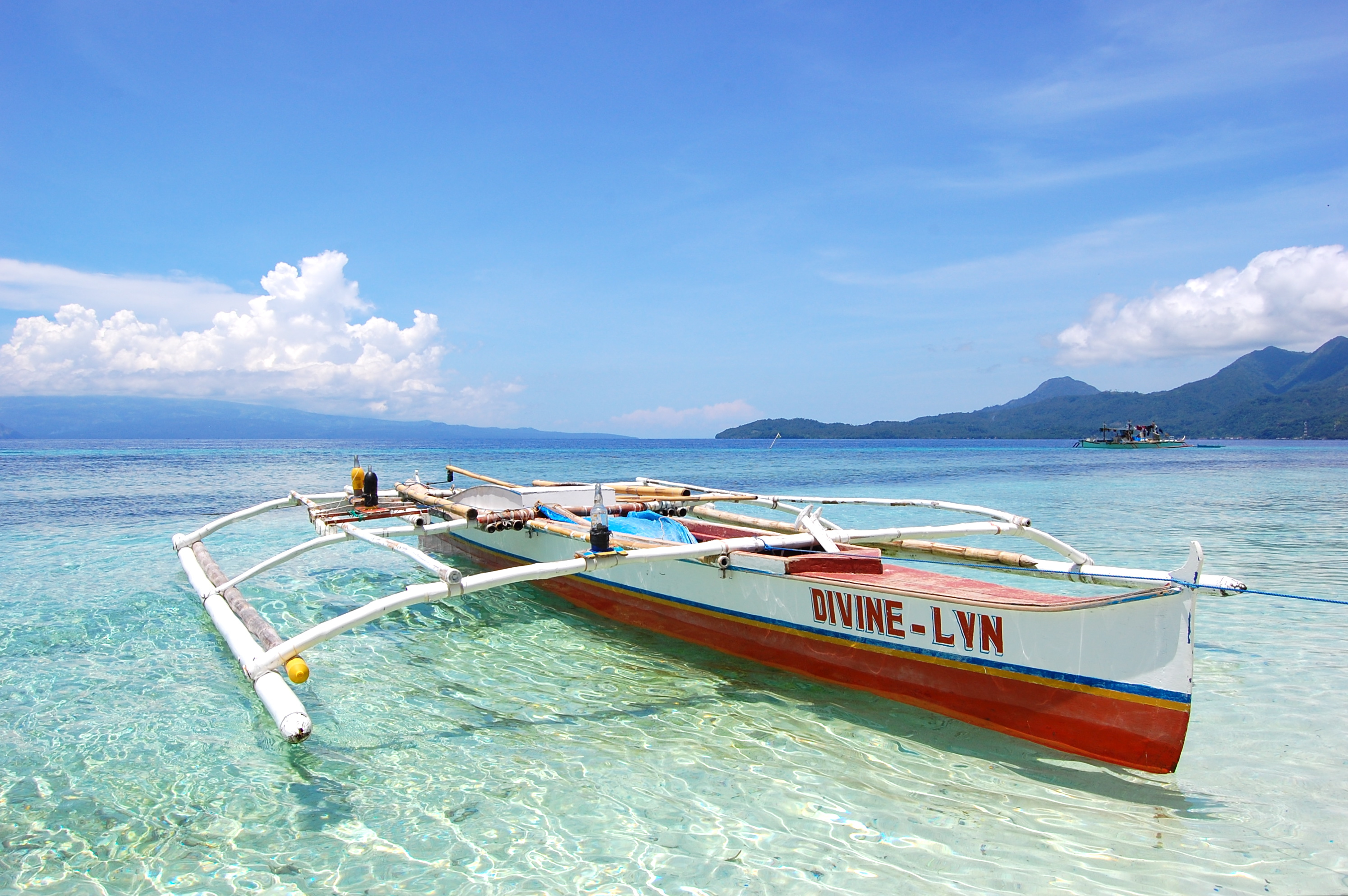
Un banka en 2008.
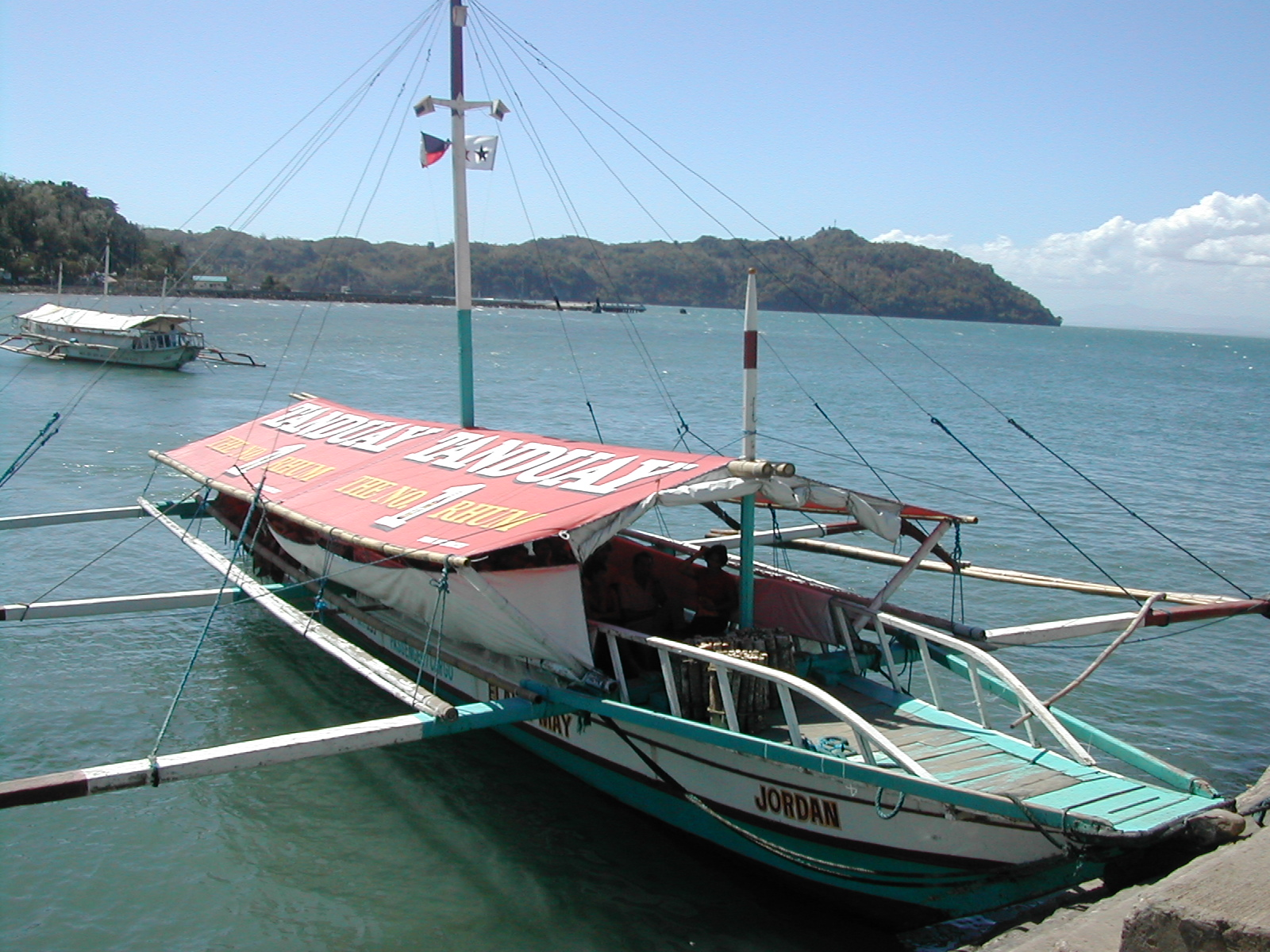
Un banka servant de ferry dans l'île de Guimaras.